# Шкура (песня)
«Шку́ра» — песня российских певиц Клавы Коки и Мари Краймбрери, выпущенная 14 июля 2022 года в качестве сингла на лейблах Black Star и Velvet Music. Песня посвящена адюльтеру со стороны мужчин и продажных девушках.

## Предыстория и релиз
«Пожалуй, это один из самых жёстких и при этом личных треков с историей», — комментирует Клава Кока релиз «Шкуры».

## Муд-видео
Оператором муд-видео выступил Денис Бойванов, видео-продюсером стала Ольга Стрельникова. Съёмки видео проходили в парке развлечений «Сказка», Москва. Исполнительницы были одеты в мешковатую одежду.

## Отзывы критиков
| Оценки критиков       | Оценки критиков       |
| Источник              | Оценка                |
| Русскоязычные издания | Русскоязычные издания |
| --------------------- | --------------------- |
| InterMedia            | 7/10                  |

Алексей Мажаев, рецензент информационного агентства InterMedia, критикуя сингл и муд-видео «Шкура» отметил, что песня хоть и спета дуэтом, но это никак не отыгрывается сюжетно ни в тексте, ни в клипе: «История одной девушки, спетая двумя — это странновато, но вполне объяснимо: просто нужно было объединить фанатские базы обеих звёзд». По его мнению, подобная работа не может стать хитом. Работа была оценена на 7 из 10.

## Список композиций
| №  | Название | Текст песни                                                          | Музыка                                                                                                   | Длительность |
| -- | -------- | -------------------------------------------------------------------- | --- | ------------ |
| 1. | «Шкура»  | Клавдия Высокова, Александр Михеев, Александр Гречаник, Марина Жадан | Клавдия Высокова, Константин Кокшаров, Александр Михеев, Александр Гречаник, Максим Иваник, Марина Жадан | 2:39         |

## История релиза
| Регион | Дата           | Формат                                                | Версия                   | Лейбл                     |
| ------ | -------------- | ----------------------------------------------------- | ------------------------ | ------------------------- |
| Мир    | 14 июля 2022   | Цифровая загрузка, стриминг, радиоротация и видеоклип | «Шкура»                  | Black Star / Velvet Music |
| Мир    | 4 августа 2022 | Цифровая загрузка и стриминг                          | «Шкура (Narbekov Remix)» | Black Star / Velvet Music |